# Obernbibert
Obernbibert (fränkisch: Äjban-biewad) ist ein Gemeindeteil der Gemeinde Rügland im Landkreis Ansbach (Mittelfranken, Bayern). Obernbibert liegt in der Gemarkung Unternbibert.

## Geografie
Im Dorf entspringen zwei namenlose Bäche. Der eine mündet in die unmittelbar nördlich davon fließende Bibert, der andere ist ein linker Zufluss des Buchbächleins, eines rechten Zuflusses der Bibert. 0,5 km südöstlich liegt die Flur Winterranken. Die Kreisstraße AN 24 führt nach Unternbibert (2 km östlich) bzw. nach Hainklingen zur Staatsstraße 2245 (1,7 km nordwestlich).

## Geschichte
Der Ort wurde 1294 als „Obernnbibart“ erstmals urkundlich erwähnt, als der Burggraf von Nürnberg der Deutschordenskommende Virnsberg diesen schenkte.
Gegen Ende des 18. Jahrhunderts gab es in Obernbibert 11 Anwesen (5 Höfe, 5 Güter, 1 Schmiedgut) und 1 Gemeindehirtenhaus. Das Hochgericht, die Dorf- und Gemeindeherrschaft sowie die Grundherrschaft über alle Anwesen übte das Obervogteiamt Virnsberg aus.
Im Rahmen des Gemeindeedikts wurde Obernbibert dem 1808 gebildeten Steuerdistrikt Virnsberg und der 1811 gegründeten Ruralgemeinde Virnsberg zugeordnet. Mit dem Zweiten Gemeindeedikt (1818) wurde Obernbibert in die Ruralgemeinde Unternbibert umgemeindet. Im Zuge der Gebietsreform in Bayern wurde diese am 1. Januar 1977 nach Rügland eingemeindet.

### Baudenkmal
- Haus Nr. 8: eingeschossiges Wohnstallhaus, Zwerchhaus mit Fachwerkobergeschoss, frühes 19. Jahrhundert; Fachwerkscheune gleichzeitig[11]

### Einwohnerentwicklung
| Jahr      | 001818 | 001840 | 001861 | 001871 | 001885 | 001900 | 001925 | 001950 | 001961 | 001970 | 001987 | 002014 |
| Einwohner | 64     | 48     | 82     | 77     | 79     | 78     | 80     | 90     | 54     | 45     | 44     | 36     |
| Häuser    | 12     | 14     |        |        | 13     | 13     | 12     | 13     | 10     |        | 11     |        |
| Quelle    | [ 13 ] | [ 14 ] | [ 15 ] | [ 16 ] | [ 17 ] | [ 18 ] | [ 19 ] | [ 20 ] | [ 21 ] | [ 22 ] | [ 23 ] | [ 1 ]  |

## Religion
Der Ort ist seit der Reformation evangelisch-lutherisch geprägt und bis heute nach St. Bartholomäus (Unternbibert) gepfarrt. Die Einwohner römisch-katholischer Konfession sind nach St. Dionysius (Virnsberg) gepfarrt.